# Eudes de Cheriton
Pour les articles homonymes, voir Eudes.
Eudes de Cheriton (Odon de Cheriton, Odo of Cheriton) est un fabuliste et prédicateur anglais originaire de Cheriton dans le Kent. Il a vécu entre 1185 et 1246-1247. Il descendait d'une famille probablement venue de Normandie après la victoire de Guillaume le Conquérant. Il était le fils de William of Cheriton, qui s'était vu attribuer par le roi un fief dans le nord du comté de Kent en 1205. Eudes a visité Paris, où il a sans doute étudié la théologie. De retour en Angleterre, il est entré dans un ordre religieux, peut-être les cisterciens ou, à tout le moins, un ordre de frères prêcheurs.

## Œuvre

### Fables
Eudes a composé un bon nombre de fables, qui ont été colligées dans divers manuscrits. Le manuscrit 441 du Corpus Christi de Cambridge comporte 81 titres, qui correspondent en fait à 112 fables, le copiste ayant parfois regroupé sous un même titre diverses fables ayant une même portée morale. Hervieux estime qu'elles ont été composées vers 1220. On retrouve parmi celles-ci 26 fables fables ésopiques bien connues, telles La cigogne et le loup, Le Rat de ville et le Rat des champs, Le Loup et l'Agneau, Le Renard et le Chat, etc. D'autres sont empruntées à Ovide, Juvénal, Sénèque, Jacques de Vitry, Étienne de Bourbon et la Bible.
En bon prédicateur, Eudes utilise la fable pour sa portée moralisante, et donne souvent à la morale un développement plus important qu'à l'histoire elle-même. Épris de pureté morale et cherchant à améliorer les mœurs de l'Église, il critique dans la morale de ses fables les abus du haut et du bas clergé ainsi que les vices des ordres monastiques. Ainsi, la fable de la grenouille qui veut se faire aussi grosse que le bœuf (annonçant celle de La Fontaine) se termine par cet avertissement :
« Ainsi voit-on nombre d'évêques, d'abbés et d'archidiacres qui s'avancent en grande pompe comme des bœufs. Ils pensent autant qu'ils peuvent à se grandir ainsi et ils y mettent tellement d'effort qu'ils en meurent spirituellement ou même physiquement ».
Il fustige aussi les puissants :
« Ainsi fait le démon: quand il ne peut pas perdre un homme, il l'élève à des honneurs et ensuite le fait tomber de sorte qu'il soit entièrement perdu; et plus élevée est la position, plus grave est la chute. La pierre qui tombe s'enfonce plus profondément en tombant du haut que du bas. Ainsi, les rois pervers, les évêques pervers et les riches tombent dans l'enfer plus profondément que les pauvres ».
Parfois aussi, la morale illustre crûment les rapports sociaux en vigueur à son époque. À titre d'exemple, la fable « La cigogne et le loup » se termine par : 
« Ainsi, les paysans et les pauvres ne peuvent avoir aucune récompense. Leur maître, en effet, leur dit: « Tu m'appartiens. N'est-ce pas une grande chose que je ne t'écorche point et te permette de vivre ». »

### Paraboles
Outre des fables, Eudes a composé des recueils de sermons dans lesquels il introduit des paraboles. Celles-ci sont au nombre de 195 dans l'édition de Hervieux. La conception qu'il se fait de la parabole est « qu'elle a tout à fait la même forme et le même objet que la fable. Comme elle, elle consiste dans une fiction dans laquelle figurent des personnages pris tantôt dans l'espèce humaine, tantôt en dehors, et qui doit servir à la justification d'une thèse déterminée. » La seule différence avec les fables à proprement parler est que ces paraboles sont exclusivement employées dans un but d'enseignement religieux. 
Eudes introduit aussi dans ses sermons des proverbes et des  exempla, petits récits « qui se bornent à faire mention des habitudes d'une catégorie d'êtres quelconques ».

## Traductions et dérivés
Les fables d'Eudes ont fait l'objet de plusieurs traductions :
- traduction française anonyme du XIIIe siècle dont le manuscrit se trouve actuellement à Cheltenham[11].
- traduction française en vers de Nicolas Bozon ( XIVe siècle), qui adapte le texte en s'inspirant d'autres sources et dont les contes seront à leur tour traduits en latin[12].
- traduction espagnole au Moyen Âge sous le titre Libro de los Gatos, comptant 64 fables et qui a été publiée par Pascual de Guayangos, Biblioteca de autores españoles, vol. LI (1860).

Une cinquantaine de ces fables se retrouvent sous une forme beaucoup plus concise dans le recueil de sermons de John Sheppey (en), évêque anglais décédé en 1360.

## Source
- Léopold Hervieux, Les fabulistes latins depuis le siècle d'Auguste jusqu'à la fin du Moyen Âge. Eudes de Cheriton et ses dérivés, vol. 4, Paris, Champion, 1893-1899